# اولریش مارزلف
اولریش مارزولف (به آلمانی: Ulrich Marzolph) استاد ایرانی‌شناس و اسلام‌شناس، آلمانی است.
او اسلام‌شناسی، چینی‌شناسی و رومی‌شناسی در دانشگاه کلن آلمان و مشهد ایران فرا گرفت و اکنون استاد اسلام‌شناسی در دانشگاه Georg-August-University در گوتیگن آلمان است و از اعضای ارشد کمیته ویرایشگر دانشنامه افسانه‌ها Enzyklopädie des Märchens است که مرکز تحقیق و چاپ در انجمن آکادمی علوم گوتیگن بین سال‌های ۱۹۸۶ تا ۲۰۱۵ است. در سال ۲۰۱۶ او رهبری پروژه تحقیقاتی «خاور با ما: روایت‌های جهان اسلام در سنت‌های شفاهی اروپایی» را به عهده گرفت.
او در سال ۲۰۰۲ در انجمن مطالعات پیشرفته دانشگاه ایندیانا در ایندیانا بلومینگتون به عنوان عضو موقتی (fellow) بود. در سال ۲۰۰۳ استاد مدعو در موزه ملی قوم‌شناسی اوساکا در ژاپن بود؛ و در سال ۲۰۱۲ به عنوان پژوهشگر بنیاد هنرهای اسلامی در هانولولو در هاوایی مشغول به کار بود.
موضوع اصلی تحقیق‌های او فرهنگ داستانی در بین مسلمانان خاورمیانه و خاور نزدیک است. تز دکترای او در سال ۱۹۸۱ گونه‌شناسی فولکلوره ایرانی بوده‌است و Habilitation او (کتاب دوم: ۱۹۹۲) دربارهٔ مطالعات داستان‌های شوخ گونه ادبیات عربی در دوران پیشامغول بوده‌است. در سال‌های اخیر او وقتش را صرف پژوهش دربارهٔ ادبیات عامیانه ایرانی در قرن نوزدهم میلادی و همچنین تحقیق دربارهٔ تاریخ هزار و یک شب کرده ‌است.

## آثار
مقالات در ایرانیکا:
- Ulrich Marzolph, “LITHOGRAPHY iv. LITHOGRAPHED ILLUSTRATIONS,” Encyclopædia Iranica, online edition, 2012, available at http://www.iranicaonline.org/articles/lithography-iv-lithographed-illustrations- (accessed on 3۰ ژوئن ۲۰۱۲).
- Ulrich Marzolph, "ḴOʾI, MIRZĀ ʿALIQOLI," Encyclopædia Iranica, online edition, 2015, available at http://www.iranicaonline.org/articles/khoi-mirza-aliqoli (accessed on 2۹ ژوئن ۲۰۱۵).
- Ulrich Marzolph, “BOHLŪL, ABŪ WOHAYB,” Encyclopaedia Iranica, IV/3, pp. 319–320, available online at http://www.iranicaonline.org/articles/bohlul-abu-wohayb-b (accessed on 3۰ دسامبر ۲۰۱۲).